# Eva Wikström
Eva Kristina Wikström, później Biedron (ur. 14 lutego 1968 w Mora) – szwedzka judoczka. Olimpijka z Barcelony 1992, gdzie zajęła szesnaste miejsce w wadze półlekkiej.
Uczestniczka mistrzostw świata w 1986 i 1991. Startowała w Pucharze Świata w 1991 i 1992. Uczestniczka turniejów.
Żona Wolfganga Biedrona, judoki i olimpijczyka z Moskwy 1980.

## Letnie Igrzyska Olimpijskie 1992
| Konkurencja | Eliminacje            | Klas. końcowa |
| Konkurencja | Przeciwnik I          | Miejsce       |
| ----------- | --------------------- | ------------- |
| 52 kg       | Sharon Rendle (GBR) P | 16.           |